# Kościół św. Jakuba Apostoła w Woliborzu
Kościół św. Jakuba Apostoła w Woliborzu – zabytkowy kościół we wsi Wolibórz.
Kościół filialny parafii św. Marcina w Dzikowcu wybudowany w 1514, przebudowany w 1784, 1821-22, 1898-99 (wieża).